# Anomis edentata
Anomis edentata là một loài bướm đêm trong họ Erebidae.